# 梁山县
梁山县在中国山东省西南部、东平湖西、黄河南岸，为济宁市西北的一个县，邻接河南省。县境内有梁山，原稱良山，相傳漢朝梁孝王遊猎于此，故改稱梁山。即小说《水浒传》中的水泊梁山，为《水浒传》的发源地。其境内的水泊梁山景区为中国国家4A级景区。縣人民政府駐水泊街道人民中路1號。
梁山县还是著名的武术之乡，梁山功夫（子午门功夫）为山东省省级非物质文化遗产。

## 地理

### 地理位置
梁山县地处北纬35°36′36″一35°58′59″，东经115°51′37″一116°21′26″。位于泰安、济宁、菏泽、濮阳的交界处。

### 地形地貌
梁山县地势总体低平，以平原为主，也分布有少许丘陵，大体西南高，东北低。有耕地66556公顷，水域11187公顷，林地2427公顷，残丘510公顷。
境内有梁山、凤凰山、龟山、小安山、独山、土山等6座小丘，最高峰为梁山，黄海高程197.9米。梁山县地面最低处黄海高程35.9米。
梁山县水网密布，大运河古道穿过其境，黄河在其西北边境流过，过境长25千米。境内有梁山泊遗址湿地等天然水域，也有梁山泊平原水库等人工水域。

### 自然资源
梁山县水资源总量43185万立方米， 煤炭储量约10亿吨。山石、紫砂岩、天然气、铁、铅、石膏等矿藏储量丰富，具开采利用价值。 

### 气候
梁山县处于温带半湿润地区，属典型的温带大陆性季风气候，年均温13．5℃，平均降水量601毫米，无霜期205天。

## 行政区划
梁山县下辖2个街道办事处、12个镇、2个乡，共计14个乡镇级行政区。梁山县县委、县政府驻水泊街道。县城位于梁山街道和水泊街道。2016年，梁山县中心城区面积41平方公里。
此外，水泊梁山景区以西设有梁山经济开发区，为山东省省级经济开发区。
| 小安山镇 水泊街道 杨营镇 拳铺镇 韩岗镇 韩垓镇 馆驿镇 梁山街道 小路口镇 寿张集镇 黑虎庙镇 大路口乡 马营镇 赵堌堆乡 图片上的文字可以点击 |

街道：水泊街道、梁山街道
镇：小路口镇、韩岗镇、拳铺镇、杨营镇、韩垓镇、馆驿镇、小安山镇、寿张集镇、黑虎庙镇、马营镇
乡：赵堌堆乡、大路口乡

## 经济

### 农业
梁山县地处暖温带的黄河冲击平原上，淤土肥沃，有机质丰富，适合多种作物生长。
其农业以种植业为主，粮食作物有小麦、玉米、大豆、地瓜、谷子，经济作物有棉花、蔬菜等。其中小麦播种面积大、产量高， 约占梁山县粮食总产量的65％，是山东省商品粮生产基地县。经济作物有棉花、蔬菜等，其中棉花播种面积20540公顷， 总产19250 吨，是山东省优质棉生产基地， 为全国棉花百强县之一。
梁山县以平原为主，丘陵少，故林业相对不发达。林果有杨、柳、槐、榆、椿、泡桐、桃、杏、梨、苹果、柿、枣等。
畜牧产品有牛、马、驴、骡、猪、羊、鸡、鸭、鹅等。该县积极发展特色畜牧业，并将其同旅游业结合，其小尾寒羊远近闻名，还被引进到新疆巴楚县。鲁西黄牛、黄河青山羊、梁山黑猪等为当地特色畜牧产品。
此外，梁山还出产鱼、虾、蟹、甲鱼等水产品。

### 工业
工业是梁山县主要产业，挂车制造业和教育图书出版业是梁山工业支柱之一。

### 服务业
梁山县依靠其水泊梁山景区积极发展旅游业，2008年，水泊梁山景区被评为国家AAAA级旅游区。

## 文化

### 传统文化

#### 文娱活动
梁山县有斗鸡、斗羊、斗狗、猫狗大战、狗追兔子等斗兽表演以及唢呐、高跷、舞狮、秧歌等传统文娱活动。

### 节日
春节 春节是梁山县最重要的节日，有充满水浒文化特色的独特的年俗如万人登山。
腊八节 梁山县腊八节除喝腊八粥的、泡腊八蒜外，还会举行别具特色的斗羊会。斗羊是梁山传统，每年腊八，都会有数百甚至上千头小尾寒羊通过“斗羊”角逐“羊王”。
水浒文化节 梁山县曾在1993、1994和2007年举办水浒文化节，并在此后确定每两年举行一届。

## 建制沿革

### 古代
商代，梁山县北部为微子的封地。
西周，大部分归属须句国。
春秋时期，分属晋国和鲁国。战国时期，属齐国。
秦，分属薛郡和东郡。 
汉代，分属东郡和东平国。
三国为魏地，属克州东平郡。 
南北朝，属东平郡。
隋，分属济北郡寿张县、东平郡须昌县、鲁郡平陆县。寿张县治今寿张集。
唐，分属郓州须昌县、寿张县、中都县、郸城县等。武德四年，置寿州于寿张，领寿张、寿良二县。五年废寿州，将寿良并入寿张。
五代，隶属沿袭唐朝。 北宋，属郓州须城县、东阿县、中都县、寿张县。
金，属山东西路东平府。
元，分属东平路、济宁路。
明，属兖州。清，分属山东兖州府、泰安府、曹州府。

### 现代
1940年8月， 中共鲁西区党委建立昆山实验区。
1941年1月18日，昆山实验区改为昆山县并成立昆山县抗日民主政府。
1945年2月，郓北县九区划归昆山县，改称昆山南九区。10月，南九区又被划回郓北县。
1947年春，张秋县撤销，张秋县二区划归昆山县，改称昆山县九区。
1949年8月，平原省设立，昆山县隶属平原省菏泽专署。
1949年8月25日，昆山县改为梁山县。县驻地迁往黑虎庙镇。同月，郓北县撤销，郓北县二区全部、一区大部、八区半部划归梁山县。
1950年2月，县驻地迁至郑垓村。
1952年春，县驻地迁至后集村。同年7月，增设十区。同年11月，平原省撤销，梁山县随菏泽专区划归山东省。
1953年8月，南旺县撤销，原南旺县一、二、六、七区划归梁山县，分别组建为梁山县十二区、十三区、十四区、十五区。
1955年9月，各区改以区驻地命名。
1956年3月，斑鸠店区并入银山区，孔坊区并入拳铺区，大路口区并入戴庙区和商老庄区。同年，郓城县辛兴屯乡、倪楼乡的12个村庄划归梁山县。
1958年2月，撤区并乡，全县设城关镇和斑鸠店、银山、腊山、金山、大路口、小路口、寿张集、黑虎庙、杨营、馆里、辛兴屯、前集、拳铺、徐集、信楼、孙庄、开河、韩垓、戴庙、商老庄、宋庄、安山、馆驿、管庄、王府集25个乡。同年八月，撤销乡镇，建立东风(驻银山)、火箭 (驻大路口)、八一 (驻黑虎庙)、水泊(驻芦里)、七一(驻后集)、红旗(驻黄庄)、卫星(驻中孙庄)等七处人民公社。10月， 菏泽专区被撤销，梁山县属济宁专区。11月2日，梁山县7处人民公社合并为梁山县人民公社，原人民公社改为管理区，管理区改为营，生产队改为连。
1959年1月20日，梁山县人民公社改为梁山县县联合人民公社，恢复原有人民公社及管理区建制。6月，梁山县复属菏泽专区。11月，公社名称改为驻地命名，调整公社建制为银山、大路口、黑虎庙、芦里、城关、拳铺、徐集、开河、孙庄、小路口10处人民公社。
1960年3月，汶上县的东平、沙河站人民公社的全部以及须城、寅寺人民公社的部分及平阴县的黄花园、东阿人民公社各一部分划归梁山县，而梁山县开河人民公社和孙庄人民公社的部分村庄划给汶上县。
1961年3月，梁山县东平、寅寺、沙河站三处人民公社被划给汶上县，黄花园、须城人民公社划归平阴县。将汶上县开河人民公社及原孙庄人民公社的小屯村划归梁山县。12月，斑鸠店人民公社自银山人民公社析出。1963年5月，将大路口人民公社划分为大路口和寿张集人民公社。 1965年2月，新设戴庙、商老庄、大安山、小安山、馆驿五处人民公社。
1971年10月，开河人民公社改名韩垓人民公社、孙庄人民公社更名韩岗人民公社。1978年12月，设王府集人民公社。1979年1月，建立信楼人民公社、赵堌堆人民公社。1982年3月，芦里人民公社更名为马营人民公社。同年12月，城关人民公社改称梁山镇。 1983年，全县共有19处人民公社和1个镇。
1984年2月，人民公社改为乡。改建6个区，5个镇，27个乡。即：梁山镇；城郊区，辖寿张集乡、馆里乡、马营乡、前集乡、后孙庄乡；银山区，辖银山镇、斑鸠店乡、豆山乡、昆山乡、司里乡、戴庙乡；小路口区，辖小路口镇、大路口乡、郓陈乡、赵堌堆乡、黑虎庙乡、杨营乡；徐集区，辖徐集镇、拳铺乡、方庙乡、信楼乡； 韩岗区，辖韩岗镇、韩垓乡、开河乡、袁口乡、王府集乡；小安山区，辖小安山乡、馆驿乡、李官屯乡、大安山乡、商老庄乡。
1985年12月，菏泽地区梁山县东平湖区的银山区及银山区所辖的斑鸠店乡、豆山乡、昆山乡、司里乡、戴庙乡、银山镇和小安山区所辖的大安山乡、商老庄乡划归东平县，东平湖由东平县统一管理。1987年2月，区级行政区撤销，各乡镇由县直辖。
1990年1月，梁山县划归济宁市。
1993年，全县共辖24处乡镇709个行政村。2000年，合并乡镇全县由24个乡镇缩减为14个乡镇。2008年，撤销徐集镇，并入拳铺镇。水泊梁山风景区周边18个村庄划归梁山风景区管理委员会。
2010年，撤销梁山镇，设立水泊街道办事处、梁山街道办事处。
2013年，撤销马营乡，改制为马营镇。

## 城建与交通

### 公路
公路运输为梁山县主要交通运输方式，梁山县地势平坦，境内公路交通发达，各级公路遍布县境。
 220国道、 342国道经过梁山县中部。
 济广高速公路经过梁山县，在拳铺镇与 337省道交汇，设有高速路口。在拳铺镇南设有梁山服务区。
董梁高速公路途径梁山，在境内设杨营收费站，梁山北收费站两处高速路口，并在梁山街道设有梁山北服务区。预计2020年建成通车。
此外 250省道、 254省道、 333省道、 337省道等省道。梁山汽车站每天始发、过路客车达百辆次，交通方便。
2018年10月，济宁交运集团收购梁山公交公司，实现城乡公交一体化，并调整价格为全部线路全程一元。梁山公交目前开通线路30余条，覆盖新老城区以及全县所有行政村居。

### 铁路
京九鐵路：京九铁路经过梁山县，1996年9月，梁山火车站正式投入运营。
瓦日铁路：瓦日铁路在梁山县境内设梁山北站，2014年建成通车。以货运为主，暂无客运。
京九高铁：京九高铁（雄商高铁）经过梁山县，与京九铁路梁山站并站。2022年10月正式开工建设。

### 水运
京杭大运河梁山段改造工作已完成，济宁矿业集团在梁山设立铁水联运物流港，与瓦日铁路实现货物 铁路至水运的互联互通。

### 航空
梁山县距离济南遥墙国际机场约200公里，济宁曲阜机场75公里，菏泽牡丹机场约120公里。   梁山县A1级通用机场项目正在稳步推进，拟建马营镇境内。

### 城建
梁山县在2012年着手在老城东南部，京杭大运河西岸规划新城区。目前，东部新区已初具规模，高层居民住宅林立。并引进济宁医学院附属医院梁山院区、曲阜师范大学附属梁山中学等优质公共医疗、教育配套设施。2019年初，全县主要行政机关也从老城迁移至新城政务中心； 新城区倾力打造的文化中心(博物馆、科技馆、文化馆、梁山大剧院)等场馆以及森林公园完成建设向公众开放。
老城区自2016年持续推进老城棚户区改造，并大范围拆迁修建了龟山环山公园(春园)徽派建筑园林。完成了西护城河、龟山河环城水系公园建设。大力实施老城道路的绿化提升，雨污分流，人车分离的改造工作。

## 人口
2006年底，梁山县有人口73.5万。2006年底，梁山县城镇人口10.53万人，城镇化率达到38%。人口出生率9.9‰，死亡率5.0‰，自然增长率4.9‰。县内有少数民族23个，共2087人，最大少数民族为回族。
2010年中国第六次人口普查时，梁山县共有人口730652人。共有家庭213043户，平均每户3.33人。14岁以下的少年儿童共148185人，占总人口20.28%；15-64岁人口共513375人，占总人口70.26%；65岁及以上的老年人共69092人，占总人口的9.456%。男性共计371772人，占总人口50.88%；女性共计358880人，占总人口49.11%。本地居住的人口中，拥有本地户籍的人口为673323人，占92.15%。
2016年常住人口約749800人。
根據第七次全国人口普查數據，截至2020年11月1日零時，梁山縣常住人口為730683人。

## 另見
- 梁山泊
- 梁山泊平原水库
- 梁山泊地名之争